# Dizi
Dizi é um das 77 woredas da Região das nações, nacionalidades e povos do sul da Etiópia. Seu nome se deve ao povo Dizi, que vive na perte norte do distrito, vivendo o povo Surma, outra etnia, na parte sul. Dizi é parte da Zona Bench Maji e tem ao sul o rio Kibish que a separa do Sudão, a oeste a woreda de Surma, ao norte Meinit e a leste pelo rio Omo que a separa da Zona Debub Omo. Tum e Maji são cidade de Dizi. 

## Geografia
Os rios dessa Woreda são o Netube e o ers in this woreda include the Netube e o Mui. Seus pontos culminantes são  os montes Tiyakie Siski]]. Sua maior extensão é ocupada pelo Parque Nacional de Oromo. A região ér muito desprovida de estradas e meior de transporte, sendo que muitas áreas são acessíveis somente pelo ar.

## Investimento malaio
Em maio de 2009, um investidos da Malásia com um capital de mais de 3,7 bilhões de Birr etíopes foi autorizado a um leasing de 31 mil hectares de terra para plantar dendezeiros. As autoridades da Zona também permitiram um leasing de mais 10 mil hectares para plantação de seringueiras.

## Demografia
Com base em dados da Agência Central de Estatísticas da Etiópia, em 2005 essa Woreda tinha um população estimada de 33.218 pessoas (17.720 homens, 15.948 mulheres; 7.820 (23.54% ) formavam a população urbana, contra uma média de  9.1% observada na Zona toda. Com uma área estimada de 5.775 km², Dizi apresenta uma densidade populacional de 5,8 hab./km². 20.

Em 1994 o Censo nacional indicava uma população de 22.346 (10.738 homes, 11.608 mulheres) e uma população urbana de 4.316 (19.31%) Os três maiores grupos étnicos eram os Dizi  (84.89%), os Amhara (9.41%) e os Oromas (3.07%); todas demais etnias perfaziam 2.63% da população. A língua dizin era a mais falada (83.42% da população), 15.3% falavam a língua amárica e apenas 1.28% falavam outras línguas. Dados de educação indicavam que havia 24,74% de alfabetizados; 15.67% das crianças dos 7 aos 12 anos frequentavam a escola primária, quantidade que caía para  7.85% no ensino secundário menor (13 a 14 anos; somente 5,41% dos de 15 a 18 anos frequentavam o ensino secundário sênior. 

Em relação a água e saneamento básico cerca de 57% da população urbana e apenas 14% da população total tinham acesso a instalações sanitárias.